# بولنت اکن

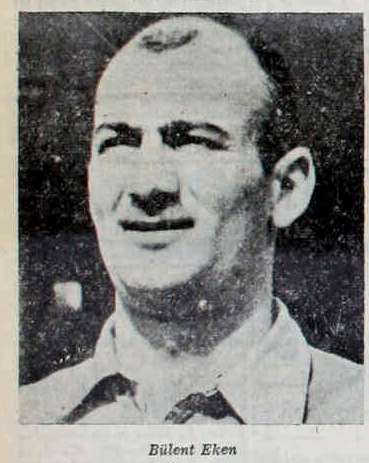
بولنت اکن - ۱۹۵۰

بولنت اکن (انگلیسی: Bülent Eken؛ ۲۶ اکتبر ۱۹۲۳ – ۲۵ ژوئیهٔ ۲۰۱۶) یک بازیکن فوتبال، و سرمربی (فوتبال) اهل ترکیه بود.
از باشگاه‌هایی که وی در آن بازی کرده‌است می‌توان به پالرمو، سالرنیتانا و باشگاه فوتبال گالاتاسرای اشاره کرد.
وی همچنین در تیم ملی فوتبال ترکیه بازی کرده است.